# Commune fusionnée de Cochem-Land
La commune fusionnée de Cochem-Land est une municipalité allemande située dans le land de Rhénanie-Palatinat et l'Arrondissement de Cochem-Zell.

## Communauté de communes
| - Beilstein - Bremm - Briedern - Bruttig-Fankel - Cochem, Stadt - Dohr * Ediger-Eller - Ellenz-Poltersdorf - Ernst | - Faid - Greimersburg - Klotten - Mesenich - Nehren - Senheim - Valwig - Wirfus |

## Démographie
Le développement de la population est basé sur le territoire actuel de la municipalité jusqu'en 2007.
| - 1815 – 06.728 - 1835 – 09.272 - 1871 – 10.162 - 1905 – 11.602 - 1939 – 11.328 - 1950 – 11.888 | - 1961 – 11.301 - 1970 – 11.626 - 1987 – 10.618 - 2006 – 10.635 - 2009 – 15.276 |

## Personnalités
- Albert Magnus (1899-1985), est une personnalité politique de Rhénanie. Il fut maire de Cochem-Land de 1948 à 1965 et secrétaire CDU de l'arrondissement de Cochem.